# South Pacific Area

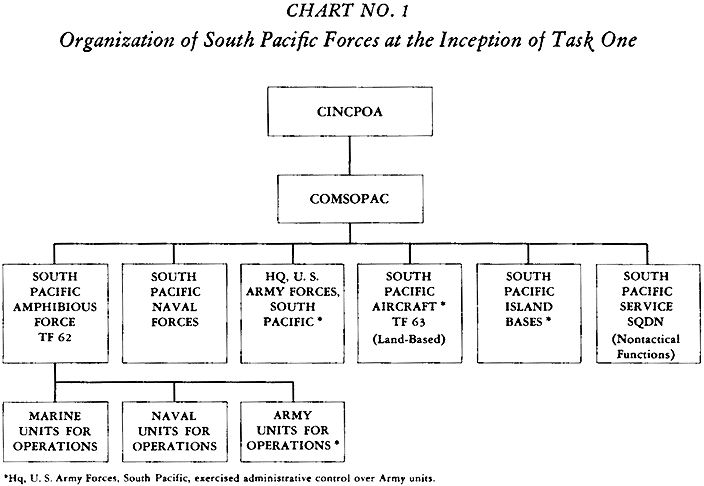
Organisation des forces du Pacifique Sud peu avant la première opération, l'invasion de Guadalcanal.

La South Pacific Area (SOPAC) était un commandement militaire multinational dirigé par les États-Unis pendant la Seconde Guerre mondiale. C'était une partie des Pacific Ocean Areas sous le commandement de l'amiral Chester Nimitz.
La délimitation et l'établissement des zones de l'océan Pacifique ont été négociés par les gouvernements alliés des États-Unis, du Royaume-Uni, de l'Australie, de la Nouvelle-Zélande et du Royaume des Pays-Bas en mars-avril 1942 en réponse aux attaques japonaises en Asie du Sud-Est et dans le Pacifique. La South Pacific Area était délimitée à l'ouest par la Southwest Pacific Area, au nord par la Central Pacific Area et à l'est par la Southeast Pacific Area. Il englobait à l'origine les groupes d'îles Ellice, Phoenix, Marquises, Tuamotu, Samoa, Fidji et Nouvelles-Hébrides, ainsi que la Nouvelle-Calédonie et la Nouvelle-Zélande. Sa limite ouest a été déplacée juste à l'ouest de Guadalcanal le 1er août 1942 pour faciliter les opérations contre cette île.

## Commandants
- Vice-amiral Robert L. Ghormley (17 mai-18 octobre 1942)
- Vice Adm. / Adm. William Halsey, Jr. (18 octobre 1942 - 15 juin 1944)
- Vice Adm. John H. Newton (en) (15 juin 1944 - 13 mars 1945)
- Vice-amiral William Calhoun (en) (13 mars-2 septembre 1945)